# Randstad

Mappa del Randstad

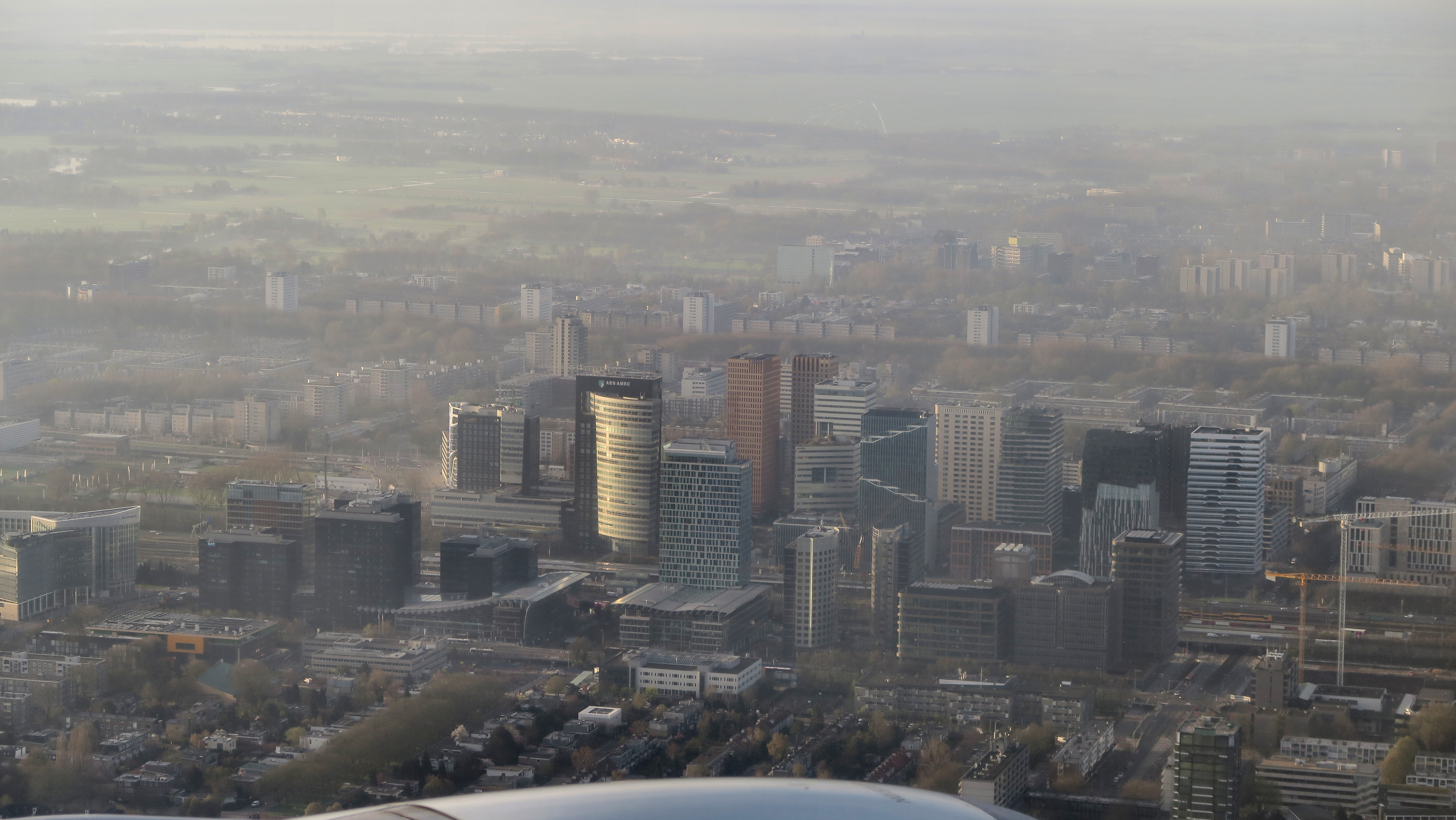
Zuidas, distretto affaristico di Amsterdam

La Randstad è una grande conurbazione policentrica dei Paesi Bassi che comprende diciassette città collegate tra loro da una rete mista composta da vie stradali, ferroviarie e fluviali completamente integrate fra loro. Vi vivono circa sette milioni di abitanti con una densità di circa 1 200 abitanti per chilometro quadrato.
La Randstad è uno dei maggiori complessi urbani europei e uno dei rari esempi di sistema metropolitano policentrico. Le funzioni amministrative, economiche e culturali sono decentrate nelle varie città che la compongono, quattro delle quali emergono come principali: L'Aia è la città in cui vengono esercitate le funzioni di governo e amministrative, Amsterdam è la sede delle grandi società finanziarie, Rotterdam ha un grande porto e in essa si concentrano le industrie pesanti, mentre Utrecht è un importante hub ferroviario. Fra le altre città del Randstad, Leida e Delft sono sede di due importanti università, di prestigio internazionale, ossia l'Università di Leida e il Politecnico di Delft.